# L’art pour l’art Társulat
A L’art pour l’art Légitársaság (korábbi nevén L’art pour l’art Társulat) egy magyar abszurd humort játszó színtársulat. Jelenlegi tagjai Dolák-Saly Róbert, Pethő Th. Zsolt, Stefanovics Angéla és Szászi Móni.

## Története
Galla Miklós, Dolák-Saly Róbert és Laár András már korábbról ismerték egymást, ugyanis mindhárman különféle zenekarokban zenéltek. (Közülük a legismertebb a KFT és a GM49.) Gallának támadt az az ötlete, hogy ismerve Laár András abszurd verseit, tarthatnának azok előadásából egy színházi estet (ekkor még Laár pour Laár néven). Laár alakította a Költő figuráját, Galla pedig az ő ellenpontját, a Lektort. Az előadást különféle zenés betétekkel kívánták színesíteni, ebben közreműködött Dolák-Saly, ám felismerve a benne rejlő potenciált, a humoros blokk része lett ő is. Negyedik társulati tagként Bálint Bea csatlakozott hozzájuk.
Első fellépéseikre 1986-ban a Pinceszínházban került sor, előadásaikat a kezdeti időszakban elsősorban egyetemisták, főiskolások látogatták. Viszonylag hamar országos turnéra indultak műsorukkal. 1987-től 1990-ig a Közgazdaságtudományi Egyetem klubjában volt a törzshelyük. A fiatalok özönlöttek fellépéseikre, körükben vált először népszerűvé a L’art pour l’art.
Bálint Bea magánéleti okokból 1988-ban elhagyta a társulatot, a helyére érkezett Nagy Natália. Ekkor állt össze a társulat klasszikus felállása, és ekkor mutatták be új estjüket, "Farkas a mezőn" címmel. Egy évvel később "Jön a medve!" címmel a Magyar Televíziónak készítettek volna egy tévéfilmet, ám a rendezővel való konfliktusok miatt a munkálatok félbeszakadtak, és csak két évvel később folytatódtak, és 1992-ben mutathatták azt be. 1990-ben Galla Miklós és Nagy Natália tagjai lettek a párhuzamosan működő, akkor még név nélküli Holló Színháznak is, amely főként angolból fordított abszurd humorszkeccseket adott elő. Ugyanebben az évben "Rengeteg parittya (Sok parittya)" címmel új műsort mutattak be.
1991-ben a Magyar Televízió bemutatta a "Vastyúk is talál szeget" című műsorukat, amely rendszertelen időközönként egészen 1999-ig műsoron volt, később a TV2-n. A társulat ekkor vált országosan is ismertté, különösen az általuk megalkotott Besenyő család jeleneteivel.
1996-ban különféle belső viták illetve rákbetegsége miatt Galla Miklós kivált a társulatból, majd nem sokkal később Nagy Natália is. Helyükre először csak a korábban a Holló Színházban is játszó Pethő Th. Zsolt lépett be, így készítették el a "Winnetou" című új estet 1997-ben, majd a társulat tagja lett az a Szászi Móni is, aki már a kezdetektől az írója is volt az abszurd jeleneteknek. Ezzel a formáció körülbelül 25 évig stabilan működött.
A Társulat művészi megnyilvánulási lehetőségeit jelentősen tágítja az, hogy tagjai nagyrészt zenészek. Így nemcsak színházi esteket játszanak, hanem, ha kedvük tartja, élő koncerteket is adnak zenésztársakkal kiegészülve. Különlegesen sokrétű és sikeres művészi teljesítményük elismeréseképpen 1997-ben megkapták az év legjobb produkciójának járó Huszka Jenő-díjat (Artisjus).
2022 februárjában Laár András kilépett a társulatból, emberi okokra hivatkozva. Ezt ugyanazon év augusztusában jelentette be a társulat az új tag, Stefanovics Angéla csatlakozásával együtt. A társulat L'art pour l'art Légitársaság néven lépett fel októbertől.

## Színházi előadásaik
A Társulat szinte minden évben jelentkezik új színházi esttel, melyeket az abszurd humorú jelenetek mellett zenés betétdalok színesítenek.

### Tyúkszínház
Létezik a Társulat színházi fellépésének egy külön fajtája, az úgynevezett tyúkszínház. Ez akkor jön létre, amikor nem az egész társulat, hanem csak két vagy három tag van jelen és úgy adnak elő jeleneteket, számokat. Legkorábban a Dolák-Saly – Laár formáció létezett, ma már azonban bármely két tag együttes előadása tyúkszínháznak minősül.

## Televíziós műsorok

A híressé vált vastyúk és az általa talált szeg a sorozat bevezetőjéből

Legelső – és talán mind a mai napig legnépszerűbb – televíziós műsoruk az 1991-ben indult Vastyúk is talál szeget. A sorozat címe is nyelvi játék, elferdítve a Vak tyúk is talál szemet közmondást. Az 1996-ban lezárult szériában ismerkedhettünk meg először a Besenyő család kalandjaival és Pandacsöki Boborján személyével. Minden epizód körülbelül fél órán át tartott. A sorozat minden részét a Társulat írta – néha az akkor még nem tag Szászi Móni ötleteivel, jeleneteivel kiegészítve – és Koós György rendezte.
1998-ban a Magyar Televízió A kulcs című műsorának részeként 5-6 perc hosszúságú Besenyő család blokkokat adtak elő. Ugyanezen évben, már Pethő Zsolttal és Szászi Mónival kiegészülve indították újra a Vastyúk is talál szeget című műsort, mely összesen négy epizódot foglalt magába. 2000-ben Nooormális?! címmel folytatódott a hasonló szerkezetű és összeállítású műsor a TV2-n 2002-ig. 2011-ben a társulat ismét a közszolgálati csatornán jelentkezett saját műsorsorozattal, ez a Banán, pumpa, kurbli címet viselte. Összesen 9 részt készítettek, egyenként kb. 52 perces műsoridővel. Az utóbbi időben készítettek közül ez a széria kiemelkedik, láthatóan több energiát fordítottak rá, mint az elmúlt pár évben megjelent többi L'art pour l'art műsorra. Az új műsor előtt kifejezetten rövid jelenetekben szerepeltek a társulat tagjai különböző show műsorokban.
A sorozatokon kívül más tévéműsorokban is feltűntek jeleneteikkel 1989-től egészen 2004-ig. 2008 szilveszterén az MTV műsorának keretében adták elő a Két férfi, egy nő meg egy férfi színházi est zárójelenetét.
Ezeken kívül a Comedy Central-on is látható a társulat. A csatorna régebbi műsorok ismétlése mellett gyakran műsorra tűzi színházi estek felvételét is.

## Zene
Mind a színházi esteken, mind a tévéműsorokban megjelennek a társulat tagjainak dalai. Azonos bennük, hogy a szövegeik abszurd témákra épülnek, a megfogalmazás vagy a hangszerelés pedig humoros. Nagyjából elkülöníthető a négy dalszerző stílusa. Dolák-Saly számai meglehetősen rockosak, hangszerelésük gitárra épül, a témájuk nagyon gyakran a szerelem. Laár számai inkább könnyedebb hangvételűek, a témák pedig nagyon változatosak: a lábvíztől egészen a szerelem leírásáig. Pethő Zsolt a másik két taghoz képest kevés dal szerzője; azoknak jellemzője azonban az egyszerű dallamvilág és kevesebb nyelvi poén, de sok abszurd ötlet található a szövegekben. Szászi Móni se sok dalt ír, a dalai vidámak.

## Hatásuk a populáris kultúrára
Főként a tévésorozataiknak köszönhetően nagyon sok L’art pour l’art-kifejezés, mondat, poén nagymértékben beépült a magyar populáris kultúrába, például: Nooormális?!; Maargit, neked halványlila gőzöd van!; Pedig de!. Néhány daluk emlékezetesebb daluk: Farkas a mezőn, Fületlen fiú, A nyálon lőtt lány balladája.

## Visszatérő jelenetek
- A Besenyő család: a közvélemény a társulatot leginkább velük azonosítja. Egy diszfunkcionális család, amely tagjai szinte kizárólag szóviccek formájában kommunikálnak egymással. A karakterek gyakran kapnak önálló szkeccseket is. A család tagjai: a magát mindenhez értőnek tartó és sok dolgon értetlenkedő Besenyő Pista bácsi (Besenyő István / Laár András), a felesége, Margit (Galla Miklós, majd Pethő Zsolt), a nőcsábász vénember Anti bácsi (Parittya Setét Antal / Dolák-Saly Róbert), a korai években lányuk, Evetke (Nagy Natália), később talált gyerekeik, Rücsök és Zigóta (Pethő Zsolt és Szászi Móni). A jelenetekben rendszeresen felbukkan még Kancácska (Szászi Móni), akinek István csapja a szelet (a korábbi években ezt a karaktert Irén néven Nagy Natália játszotta), Besenyő Pista bácsi tanítványa, az állandóan rekordokat felállító Pandacsöki Boborján (Dolák-Saly Róbert), illetve Irén rosszcsont kisfia, Tompika (Laár András).
- A Költő: Laár András olvassa fel saját, abszurd témájú verseit.
- Boborján: korábban a Besenyő család jeleneteiben bukkant fel, azonban karaktere újabban leginkább önállóan szerepel. Ezekben a szkeccsekben jellemzően Pethő Zsolttal áll párban, aki azt hiszi, hogy egy híres emberrel készíthet interjút a színpadon, de csak Boborján érkezik. Őt rendszerint Besenyő Pista bácsi veszi rá különféle rekordok beállítására vagy hőstettek véghezvitelére, amiről gyámoltalan hangon, nagyokat lódítva mesél. A jelenetek sajátossága, hogy Dolák-Saly Róbert sokszor improvizál bennük, kizökkentve Pethő Zsoltot a szerepéből.
- Naftalin Ernő ötlettára: Dolák-Saly Róbert alakításában ad a kötött pulóveres, kissé affektálva beszélő Ernő különféle problémákra lehetetlen megoldásokat.
- Leopold, a porondmester: szintén Dolák-Saly alakításában a raccsolva beszélő Leopold, mint afféle cirkuszi mutatványos vetít le diafilmeket a közönség előtt. Ezek sajátossága, hogy abszurd módon elferdítve meséli el a közönségnek, hogy az adott diaképen mi is látható. Az első ilyen jelenet Winnetou történetéből készült.
- Edebede bácsi: Laár András alakításában mesél esti mesét a gyerekeknek, amelyek jellemzően abszurditásba hajlanak.
- Gasztronómiai kitérő: főként a korai években mutatták be saját főzőműsor-paródiájukat, amiben lehetetlen alapanyagokból készítettek ételt.
- A saját viccén nevető humorista: Galla Miklós alakította, aki favicceket próbált mesélni a közönségnek, de képtelen volt nevetés nélkül előadni.
- Osztályfőnöki óra: az egoista osztályfőnök (Dolák-Saly Róbert) különféle tortúráknak teszi ki osztályát, és egzecíroztatja őket.

## Művek

### Színházi estek
1. Laár pour Laár (Jelenetek a Költő életéből) (1986) 
  - VLÉG (Válogatott Laárogások és Gallantások) címmel kétszemélyes változata is volt a műsornak.
2. Farkas a mezőn (1988, felújítás: 1994)
3. Rengeteg parittya (1990, felújítás: 1995)
4. Winnetou (1997)
5. A három testőr és a jeti (1999)
6. A brutális katicabogár (2000)
7. Rigoletto, avagy a rotterdami toronyőr (2002)
8. Pucér nők ruhában (2003)
9. Best uff L’art pour l’art (2004–2005, felújítás: 2009)
10. Hófehérke és a svéd törpe (2006)
11. Két férfi, egy nő meg egy férfi (2007–2008)
12. Anyám tyúk, avagy az ember tragédia (2009)
13. A három testőr és a jeti vagy mi a pék (2011)
14. Piroska, a farkas (2012)
15. A postás, aki megeszi a leveleket (2014)
16. A pofon egyszerű, avagy egy szerencsés néző viszontagságai (2015)
17. Halványlila gőz (2017)
18. Mintha elvágták vol (2018)
19. Ember a falvédőről (2020)
20. Csirkebefőtt (2022) (L'art pour L'art Trió néven, best of műsor)
21. L’art pour l’art Légitársaság (2022)
22. Fölszáradt a páva (2024)

### Televíziós műsorok

#### Filmek
- Jön a medve! (1989, befejezés: 1991, bemutatás: 1992)

#### Sorozatok
- Vastyúk is talál szeget 1–11. (TV-1, 1991–1996, ismétlések: Comedy Central, 2009–2011; Nóta TV; M3, 2014–)
- Rövid Besenyő család-jelenetek (MTV, A kulcs c. műsor részeként, 1998)
- Vastyúk is talál szeget 12–15. (TV2, 1998–1999, ismétlések: Írisz TV, 2006; Comedy Central, 2008–2010; TV2 Comedy, 2021–)
- Nooormális?? (TV2, 2000–2002, ismétlések: Írisz TV, 2006; Comedy Central, 2008–2010; TV2 Comedy,[3] 2021–)
- Banán, pumpa, kurbli (M1, 2011–2012, ismétlések: Duna World)

#### Különálló műsorok
- Káprázat (TV-1, 1989)
- Jön a medve (TV-1, 1989–1991)
- Teveháton, a cirkuszban (Rövid Besenyő család-jelenet) (TV2, 1999)
- Csirkebefőtt (M1, 2003; ismétlések: M2, 2006; Comedy Central, 2009–2011; M3, 2016)
- Jutalomjáték (M1, 2004; ismétlések: M3, 2015–)

### CD-k és kazetták
- Vastyúk is talál szeget (1995)
- Lila liba (1996)
- Winnetou (1997)
- A három testőr és a jeti (1999)

### VHS-ek
- Vastyúk is talál szeget 1991–1994 (az azonos című tévésorozat 1-3 része) (Televideo, 1997)
- Vastyúk is talál szeget 1994–1995 (az azonos című tévésorozat 4-6 része) (Televideo, 1997)
- Vastyúk is talál szeget 1995 (az azonos című tévésorozat 7-9 része) (Televideo, 1998)

### DVD-k
- Best uff L’art pour l’art (az azonos című színházi est utolsó előadásának felvétele) (2006)
- Nooormális? 2000–2002 (az azonos című tévésorozat tíz részéből hét rész) (2007)
- Nooormális? 1998–2000 (az azonos című tévésorozat az előző lemezen nem szereplő három epizódja, valamint Vastyúk is talál szeget című sorozat mind a négy újabb része) (2008)
- Két férfi, egy nő meg egy férfi (az azonos című színházi est utolsó Bábszínházbeli előadásának felvétele) (2009)
- Csirkebefőtt (MTV kiadvány)

### Képregény
- A Besenyő család kalandjai (2011, Athenaeum; írta: Szászi Móni, rajzolta: Ilauszky Tamás)

## Dalok

### Lemezre vett dalok
- A bálteremben
- A bombanő
- A három testőr és a jeti
- A kézarcúak dala (Veböki)
- A nyálon lőtt lány balladája
- A szerelem olyan, mint egy medve
- Altatódal
- "Azért vagyok nagyon csendbe’…"
- Az illuzionista
- Besenyő család-dal
- Besenyő-Boborján dal
- Bogárdal
- Csámcsogó-dal
- Dinnye
- Duett
- Édesanyám
- Éljen Bródy János!
- Elnézést, elnézést!
- Érzelmi dal
- Ez nem az én napom
- Fakír
- Farkas a mezőn
- Fületlen fiú
- Geil állat dal
- Hang-verseny
- Hányszor lehet büntetlenül énekelni egy refrént?
- Imádom engem
- Jetidal
- Kagyló-nász az avaron
- Kemenesfalvi bácsit nem ismerem én
- Kleopátra és a kígyó
- L’art pour l’art-induló
- L’art pour l’art-induló – minimix
- Lábvíz
- Lám, csak lám
- Leó vagyok
- Lila liba
- Margit-dal
- Na, tud ilyet a három testőr?
- Nőimitátor nem lennék
- Szappanopera
- Szerelmi vallomás
- Szívszerelem
- Szőrös vagyok
- Te vagy az éden
- „Tévedés az, kis angyalom…”
- Vasmacsó
- Vastyúk is talál szeget
- Vastyúk-szignál
- Winnetou

### Lemezre fel nem vett dalok
- A brutális katicabogár
- A döglött tehén
- A jó hírek hatása a Laár-Dolák-Saly szerzőpárosra
- Álomkék
- Alvó rabló
- Az élet egy rejtélyes hősköltemény
- Erzsi
- Forgalomirányítók dala
- Győrött születtem, Dunaújvárosban jártam iskolába, de Budapesten érettségiztem
- Kanca-dal
- Lám, a Laár
- Nem vagyok unalmas
- Szumo-bajnok leszek
- Testépítő szalon

## Külső hivatkozások
- A társulat weboldala
- A társulat dalszövegei
- Dolák-Saly Róbert weboldala
- Laár András hivatalos blogja Archiválva 2013. április 3-i dátummal a Wayback Machine-ben
- L’art pour l’art Társulat a PORT.hu-n